# Neófito II de Constantinopla
Neófito II (en griego: Νεόφυτος Βʹ), fue Patriarca de Constantinopla dos veces, en 1602-1603 y en 1607-1612.
Ateniense, se desempeñó como Metropolitano de Atenas de 1597 hasta el 3 de abril de 1602, cuando fue elegido Patriarca en lugar de su rival, Matthew II. Su mandato fue interrumpido un año más tarde, cuando fue depuesto en medio de acusaciones de varios escándalos. Inicialmente exiliado a Rodas, y de ahí al monasterio de Santa Catalina en el Sinaí.
Fue restaurado al trono patriarcal el 15 de octubre de 1607, y lo mantuvo cinco años. Durante su segundo mandato, se ocupó de alinear la práctica administrativa de la iglesia y el derecho canónico con las necesidades contemporáneas, y tomó medidas para reponer las arcas patriarcales. También estuvo en contacto con potentados occidentales, incluidos el Papa Pablo V y el rey Felipe III de España, a quienes instó a participar en una cruzada para liberar a los cristianos ortodoxos del Imperio otomano, yendo tan lejos como para hacer concesiones considerables a la doctrina de la Iglesia Católica, incluyendo el reconocimiento de la primacía papal. Su política pro-occidental y sus exacciones financieras lo convirtieron en muchos enemigos, incluido Cyril Lucaris, quien logró asegurar su deposición en octubre de 1612. Originalmente programado para ser exiliado a Rodas nuevamente, fue protegido por su sucesor, Timothy II, quién había sido su protegido.